# Jean Boudriot
 (octobre 2021).
Si vous disposez d'ouvrages ou d'articles de référence ou si vous connaissez des sites web de qualité traitant du thème abordé ici, merci de compléter l'article en donnant les références utiles à sa vérifiabilité et en les liant à la section « Notes et références ».
Jean Pierre Paul Boudriot, né le 20 avril 1921 à Dijon et mort le 19 février 2015 à Paris 16e, est un architecte français également connu pour ses publications sur les armes anciennes et l'architecture navale.
Il est un des principaux acteurs de la renaissance de l'archéologie navale et son expression matérielle, le modélisme d'arsenal. Il est notamment l'auteur de l'ouvrage en quatre volumes, Le vaisseau de 74 canons, traité d'art naval sur l’architecture navale du XVIIIe siècle. Ses ouvrages sur les armes anciennes constituent également des références pour les collectionneurs.

## Biographie

### Parcours professionnel
Fils et petit-fils d'architecte, Jean Boudriot suivra la tradition familiale en consacrant ses études à cette profession, facilité en cela par son orientation naturelle vers le dessin.
Admis aux Beaux-Arts en 1942, il y acquiert une approche scrupuleuse de la netteté et de la précision du dessin, une formation centrée sur la conception et les techniques de construction mais aussi une familiarisation avec l'ingénierie. Il y rencontrera son épouse qui y étudiait alors la sculpture.
En 1943, pour échapper au STO et au départ en Allemagne, il choisit de travailler dans une ferme en Bourgogne puis dans une mine de schistes bitumineux près d'Autun, où il est employé à pousser des wagonnets jusqu'en mai 1944.
Après l'obtention de son diplôme d'architecture en 1947, il crée une agence avec trois amis des Beaux-Arts. Il a l'occasion de travailler avec l'architecte Pierre Lejeune, à Paris. La période de l'Après-guerre est alors favorable aux reconstructions et le cabinet d'architecture se développe rapidement. Sans véritablement se spécialiser dans un domaine particulier, il travaille pour le logement, les immeubles de bureaux, les constructions collectives, les écoles, etc. On lui doit également la création de plusieurs immeubles de prestige à Paris, en 1958 pour le bâtiment de l'ESPE de Chaumont.

### Les armes à feu françaises

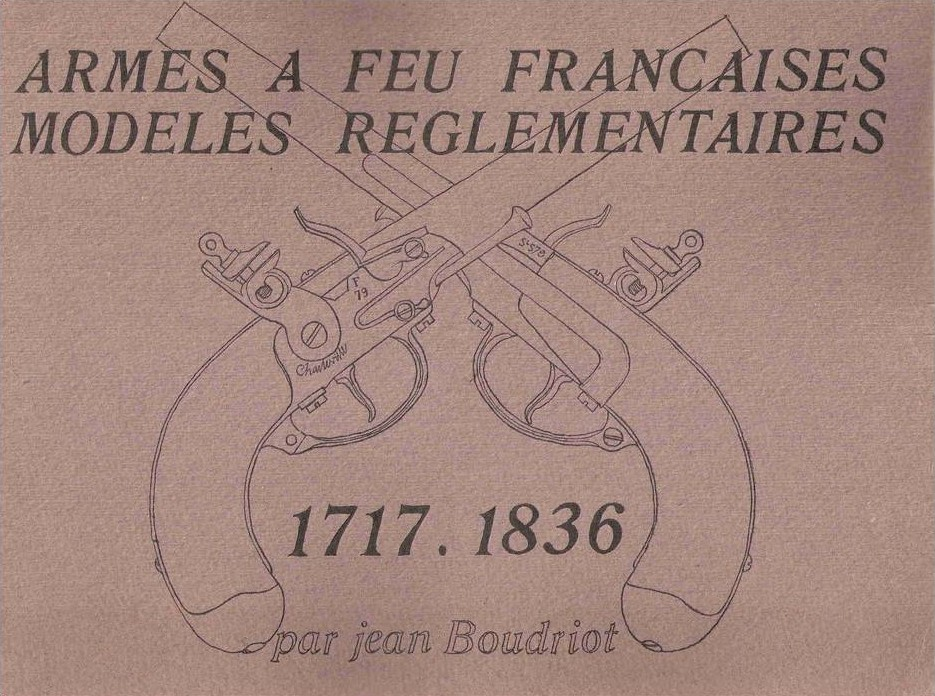
Les Armes à feu françaises, première édition.

Le métier d'architecte étant très prenant, il éprouve le besoin de trouver un dérivatif pour son temps libre. Collectionneur d'armes anciennes, il remarque, en cherchant à identifier ses acquisitions, qu'il n'existe pas vraiment d'ouvrages spécialisés sur le sujet. Il décide de créer une documentation facilement accessible en regroupant dans un ouvrage les informations disponibles en archives. Il constate alors que ces textes anciens ne sont pas suffisamment explicites et qu'il reste difficile d'identifier les armes par leur seule description écrite.
Son goût pour le dessin et sa rigueur intellectuelle vont l'amener à représenter graphiquement les armes dites portatives de façon précise au sein d'une publication qu'il commence en 1961. Ce recueil constitué de quatre volumes est terminé en 1971. Il est depuis devenu un ouvrage de référence auprès des collectionneurs d'armes anciennes et a fait l'objet de deux rééditions (1978 et 1997).
Cette activité l'ayant amené à fréquenter de manière assidue le musée de l'Armée, il accepte d'assurer la présidence de son conseil d'administration, fonction qu'il exercera jusqu'en 1981.

### Le Vaisseau de 74 canons
Parallèlement à ses travaux sur l'armement portatif, Jean Boudriot s'intéresse à l'artillerie et en particulier à l'artillerie navale. Par un enchaînement de rencontres fortuites, il est mis en contact avec le commandant Vichot alors directeur du musée de la Marine. De cette rencontre naîtra une riche collaboration et ce dernier lui ouvrira sans restriction les portes du musée et de ses réserves pour étudier l'armement de la marine.
Au cours des années soixante, ses recherches sur l'artillerie navale vont l'amener à s'intéresser aux navires qui portaient cette artillerie et plus précisément à ceux de la période qui s'étend de 1650 à 1850, période qu'il qualifiera de « classique » en référence à l'architecture terrestre. Il va donc étudier les grands traités de construction comme celui de Duhamel du Monceau, de Vial de Clairbois et de bien d'autres auteurs afin d'acquérir des connaissances approfondies en architecture navale de l'époque. Il fréquente aussi assidûment les Archives nationales, le Service historique de la Marine et consulte les nombreux manuscrits disponibles à la Bibliothèque nationale ou dans les archives des ports.
Suivant la même démarche que celle qu’il a adoptée pour les armes, il décide d'étudier un navire en particulier en s'appliquant à le détailler de façon exhaustive dans un ouvrage qui présentera les étapes de sa construction. Il s'attache à décrire un vaisseau de 74 canons, vaisseau type des années 1780. En plus des textes, cette description s'appuie sur l'examen minutieux des modèles conservés dans les musées nationaux et plus particulièrement sur celui d'un grand modèle conservé au musée national de la Marine de Rochefort, dont il relève le détail des dispositions.
Ce relevé servira de base graphique à l'illustration de l'ouvrage nommé Le Vaisseau de 74 canons dont la rédaction va nécessiter quatre volumes et une dizaine d'années de travail. À cette occasion, il se glisse dans la peau des concepteurs de l'époque et s'investit comme pour un véritable projet de construction. Le sujet est organisé d'une façon qui suit la logique de la construction avec la description de la charpente puis de celle de l'équipement de la coque en terminant par le gréement. Ces trois étapes majeures correspondent aux trois premiers volumes, le vaisseau étant ainsi entièrement décrit. Le quatrième volume traite plus particulièrement des hommes et de l'utilisation du vaisseau, il présente aussi un glossaire de 1 800 termes spécifiques.
Le premier des quatre volumes parait en 1973 aux Éditions des Quatre-Seigneurs, les trois autres seront respectivement édités en 1974, 1975 et 1977. À l'issue de cette première édition, il reprend ses droits et assure lui-même les rééditions suivantes.

### Les monographies

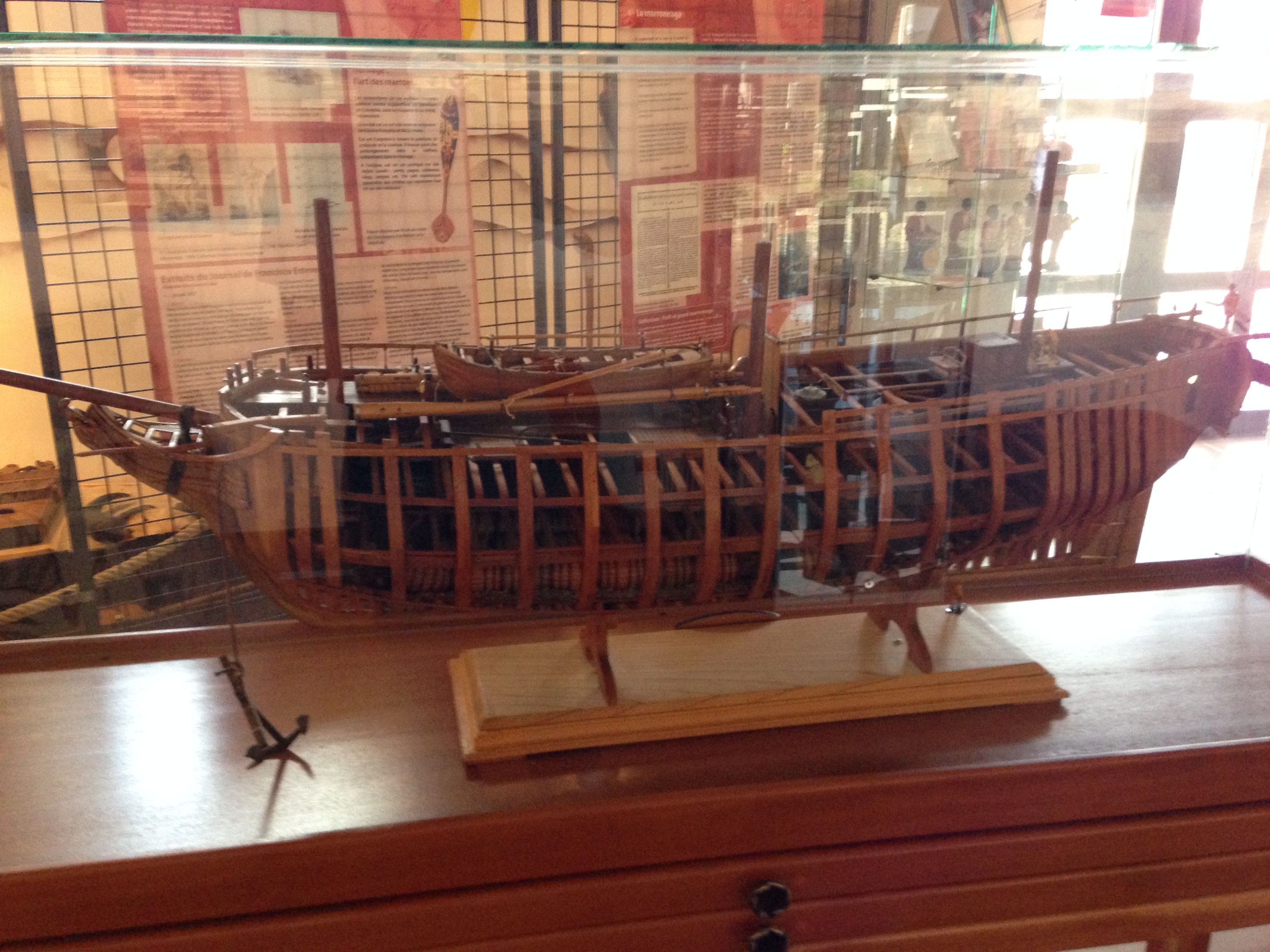
Maquette au 1/36 du navire négrier lAurore lancé en 1784 ou 1786, sur des plans de Jean Boudriot, par Francis Boyer. Acquise en 2012 par la ville de Champagney et exposé à la Maison de la négritude.

Jean Boudriot constate rapidement que la majorité de ses lecteurs sont des modélistes à la recherche de documents rigoureux et fiables. Il décide alors de poursuivre ses travaux sur l'archéologie navale, ouvrant ses recherches à d'autres bâtiments en proposant des ouvrages complémentaires.
Les informations disponibles dans Le vaisseau de 74 canons sont des références, il s'appuie donc sur ces sources en détaillant les particularités des autres bâtiments. Ces monographies sont constituées d'un livret qui décrit le navire choisi qui est replacé dans son contexte historique et d'un jeu de plans détaillés et tirés à part qui illustrent la construction. Ces jeux de plans qui présentent, dans la plupart des monographies, toute la charpente, sont la base de travail du modélisme d'arsenal. Toutes ces publications s'appuient sur des informations de première main, recueillies, comme pour Le Vaisseau de 74 canons dans des documents d'époque en écartant systématiquement les sources modernes. Il faut noter que ces travaux ne sont pas des ouvrages de modélisme mais bien la représentation rigoureuse de véritables bâtiments.
Cette série de dix-sept monographies regroupées sous le nom de « Collection archéologique navale française » illustre une grande partie des catégories de navires existants dans la marine française de la période classique. Elles valorisent le sujet par l'apport de nombreuses connaissances sur l'archéologie navale qu'elles contiennent et qui, jusqu'alors, avaient été un peu oubliées. Par ailleurs, d'autres auteurs comme Gérard Delacroix, Jean-Claude Lemineur et Jacques Fichant apportent leurs travaux à cette collection en complétant l'éventail des navires proposés.
À ces publications se sont ajoutés cinq ouvrages historiques de référence sur la Marine traitant de façon plus générale des frégates et des vaisseaux, de l’artillerie de mer et des uniformes de la Marine royale. Enfin deux ouvrages présentent, par de nombreuses photographies généreusement commentées, les modèles conservés dans les musées nationaux français.
Pour publier ces monographies, Jean Boudriot s'associe en 1979 à Hubert Berti, un de ses fidèles lecteurs, et tous deux vont créer la société des Éditions ANCRE (pour Architecture Navale Classique Recherche Édition). Des traductions en anglais sont mises au point par David Roberts. D'autres traductions voient le jour (italien, espagnol, allemand). Parallèlement, J. Boudriot et H. Berti créent les Éditions Oméga spécialisées dans la réédition d'ouvrages anciens sur la marine. Cette dernière structure est intégrée à ANCRE quelques années plus tard.
Le Vaisseau de 74 canons et les monographies ont permis le renouveau d'un mouvement appelé modélisme d'arsenal ainsi nommé par référence aux modèles conservés dans les musées et provenant des arsenaux du pays. Ce type de modélisme s'attache à reproduire de façon la plus rigoureuse la construction des navires.

## Autres activités
En marge de ses recherches, Jean Boudriot a animé depuis 1979 et pendant plus de trente ans en collaboration avec Eric Rieth, un séminaire d'archéologie navale qui se tient au musée de la Marine tous les lundis soir.
Il a également collaboré à de nombreuses revues spécialisées ou généralistes (Neptunia, La Gazette des armes, diverses revues historiques, etc.). Il est régulièrement sollicité comme conseiller pour la construction de répliques, l'identification d'armes ou d’artefacts issus de fouilles sous-marines et d'autres sujets en relation avec l'archéologie navale française.

## Publications
Les ouvrages de référence :
- Les armes à feu françaises : modèles réglementaires, Paris, chez l'auteur, 1961-1971 (réimpr. 1978 et 1997), in-4° (BNF 32930000).
- Le Vaisseau de 74 canons : traité pratique d'art naval, Grenoble, Éditions des Quatre Seigneurs, coll. « Archéologie navale française », 1973-1977 (réimpr. 1978, 1983, 1997 et 2006), 4 volumes (BNF 36258705).

Les monographies :
- La "Vénus" : frégate de 18, de l'ingénieur Sané, 1782, Paris, ANCRE, coll. « Archéologie navale française », 1979, 72 p. (ISBN 2-903179-01-8) ;
- Le "Cygne" : brick de 24, de l'ingénieur Pestel, 1806-1808, Paris, ANCRE, coll. « Archéologie navale française », 1981, 88 p. (ISBN 2-903179-02-6) ;
- Le "Cerf" : cotre, du constructeur Denÿs, 1779-1780, Paris, ANCRE, coll. « Archéologie navale française », 1981, 71 p. (ISBN 2-903179-03-4) ;
- Galiote à bombes "La Salamandre" : 1752, du constructeur J.M.B. Coulomb, Paris, ANCRE, coll. « Archéologie navale française », 1982, 138 p. (ISBN 2-903179-04-2) ;
- Compagnie des Indes, 1720-1770, vol. 1 : Vaisseaux : hommes, voyages, commerces, Paris, J. Boudriot, coll. « Archéologie navale française », 1983, 279 p. (ISBN 2-903178-12-7) ;
- Compagnie des Indes, 1720-1770, vol. 2 : Le " Boullongne " (1759-1761) : du constructeur G. Cambry ;
- Traite et navire négrier "L'Aurore" : monographie au 1/36, Paris, J. Boudriot, coll. « Archéologie navale française », 1984, 144 p. (ISBN 2-903178-13-5) ;
- "Le Coureur", 1776 : lougre du constructeur D. Denÿs, Paris, ANCRE, coll. « Archéologie navale française », 1985, 63 p. (ISBN 2-903179-05-0) ;
- La Belle Poule, frégate de XII de 1765, 1986  (ISBN 2-903-179-06-9) ;
- Le Requin, chébec de 1750, 1987  (ISBN 2-903-179-07-7) ;
- Le Bonhomme Richard, navire corsaire ex Cie des Indes de 1779, 1987  (ISBN 2-903-178-18-6) ;
- Le Bateau de Lanvéoc, traversier de la rade de Brest des XVIIe et XVIIIe siècles, 1988  (ISBN 2-903-179-08-5) ;
- Goélette "La Jacinthe", 1823 : de l'ingénieur-constructeur Delamorinière, Paris, J. Boudriot, coll. « Archéologie navale française », 1989, 71 p. (ISBN 2-903178-22-4) ;
- Historique de la corvette, 1650-1850 : "La Créole", 1827 : prince de Joinville, San Juan de Ulúa, 1838, Paris, J. Boudriot, coll. « Archéologie navale française », 1990, 171 p. (ISBN 2-903178-23-2) ;
- Le navire marchand : Ancien régime, vol. 1 : étude historique et monographie, Paris, J. Boudriot, coll. « Archéologie navale française », 1991, 31 p. (ISBN 2-903178-26-7) ;
- Le navire marchand : Ancien régime, vol. 2 : "Le Mercure", 1730 : navire au commerce ;
- "La Renommée" : frégate de VIII, 1744, Paris, ANCRE, coll. « Archéologie navale française », 1993, 356 p. (ISBN 2-903179-11-5) ;
- Le vaisseau trois-ponts du chevalier de Tourville, Paris, J. Boudriot, coll. « Archéologie navale française », 1998, 195 p., 2 volumes (ISBN 2-903178-27-5) ;
- "La Belle", 1684 : Cavelier de La Salle, l'expédition de 1684, Paris, J. Boudriot, coll. « Archéologie navale française », 2000, 160 p., 2 volumes (ISBN 2-903178-28-3) ;

Les ouvrages historiques :
- 1992 L'artillerie de mer 1650-1850  (ISBN 2-903-179-12-3) ;
- 1992 La frégate, Marine de France 1650-1850  (ISBN 978-2-903-179-11-3) ;
- 1994 Les vaisseaux de 50 et 64 canons 1650-1780  (ISBN 2-903-179-12-3) ;
- 1995 Les vaisseaux de 74 à 120 canons 1650-1850 (ISBN 2-903-178-19-1) édité erroné[10] ;
- 1997 Modèles historiques Musée de la Marine (vol.1)
- 2003 Les uniformes de la Marine royale française  (ISBN 2-903-178-29-1) ;
- 2006 Modèles historiques Musée de la Marine (vol.2)